# フェデリコ・リッチ

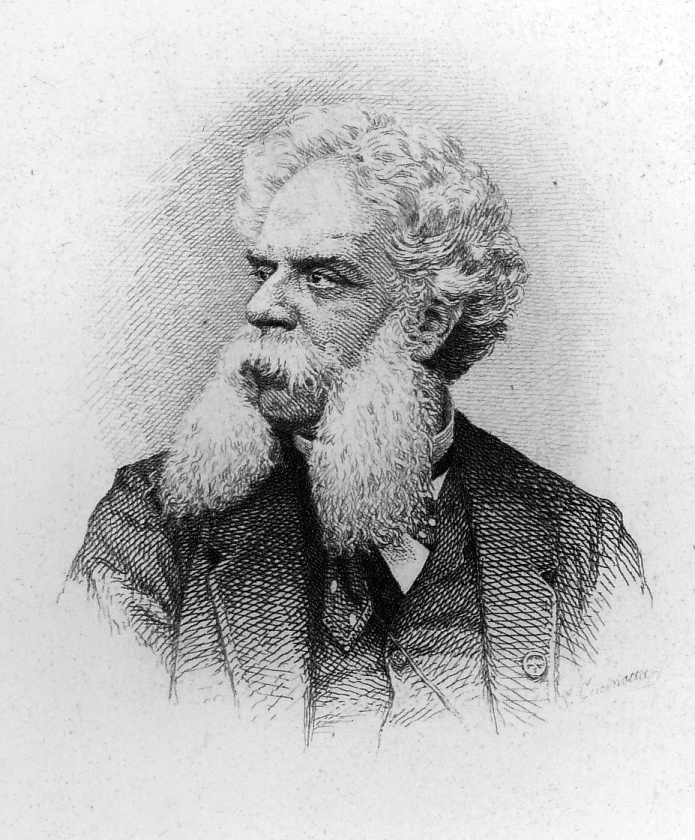
フェデリコ・リッチ

フェデリコ・リッチ（Federico Ricci、1809年10月22日 - 1877年12月10日）は、イタリア、ナポリ出身の作曲家。兄は作曲家のルイージ・リッチ。

## 生涯
1823年にナポリにある音楽学校で彼の最初のオペラが書かれる。オペラ「La prigione di Edimburgo」で大成功を収める。
1877年12月20日にイタリア、コネリアーノで没する。

## 作品
- Il colonello（1835年）
- Monsieur de Chalumeaux（1835年）
- I1 disertore per amore（1836年）
- La prigione di Edimburgo（1838年）
- Un duello sotto Richelieu（1839年）
- Luigi Rolla e Michelangelo（1841年）
- Corrado d'Altamura（1841年）
- Corrado d'Altamura（1841年、1844年）
- Vallombra（1842年）
- Isabella de'Medici（1845年）
- Estella di Murcia（1846年）
- L'amante di richiamo（1846年）
- Griselda（1847年）
- I due ritratti（1850年）
- Il paniere d 'amore（1853年）
- Une folie à Rome（1869年）
- Le docteur Rose, ou La dogaresse（1872年）
- Don Quichotte（1876年）